# Manah Depauw
 (septembre 2023).
- Si vous ne connaissez pas le sujet, laissez ce bandeau (vous pouvez alors contacter les auteurs).
- Si vous supprimez le contenu mis en cause (vous pouvez préalablement contacter les auteurs),

argumentez précisément cette suppression dans la page de discussion
(un manque de référence n'est pas un argument ; une recherche réelle de référence doit avoir été effectuée, être formellement documentée).
 (septembre 2023).
Si vous disposez d'ouvrages ou d'articles de référence ou si vous connaissez des sites web de qualité traitant du thème abordé ici, merci de compléter l'article en donnant les références utiles à sa vérifiabilité et en les liant à la section « Notes et références ».
Manah Depauw (parfois orthographié De Pauw), née à Liège (Belgique) le 1er janvier 1979, est une comédienne belge.

## Biographie
Manah Depauw étudie l'art dramatique au Conservatoire royal d'art dramatique de Liège et est diplômée en 2000.
En 2002, elle fonde la compagnie théâtrale Buelens Paulina avec Marijs Boulogne. Elles créent notamment la pièce Endless Medication, puis mettent en scène en 2004 la pièce Good Habits pour le KunstenFESTIVALdesArts. Elles animent de 2002 à 2004 une émission de radio sur la musique contemporaine diffusée sur FM Brussel et radio Klara. En 2004, Depauw travaille seule, avec, entre autres, les pièces Aphromorphosis et Lichaamshof.
En plus de ses propres mises en scène, elle joue dans plusieurs créations des compagnies L'Anneau, Action Malaise et Ontroerend Goed, ainsi que dans les installations vidéo de Kris Verdonck et d'Alexis Destoop.
Avec Bernard Van Eeghem, elle crée All along the watchtower et How do you like my Landscape remarqués dans plusieurs festivals internationaux. Elle crée, avec Cathy Weyders, le spectacle « apocalyptico utopique » La Wallifornie. Depuis 2014, elle collabore avec Theodora Ramaekers, Virginie Gardin et Jean-Luc Millot, et est metteur en scène de la pièce de théâtre d'ombre Mange tes ronces du collectif Boîte à Clous.
À partir de 2007, elle enseigne au RITS à Bruxelles, à l'Académie royale des beaux-arts de Gand, à l'université d'Anvers et à La Cambre à Bruxelles.
En 2010, elle tient le premier rôle dans le film Welcome Home (sorti en 2014) de Tom Heene, pour lequel elle est nommée à la 5e cérémonie des Magritte.
Manah Depauw vit et travaille à Bruxelles.

## Filmographie

### Cinéma
- 2004 : Je veux quelque chose et je ne sais pas quoi : une patiente de Rabbin
- 2012 : Welcome Home : Lila
- 2021 : Fils de plouc : la dame à la couque